# 色情哺乳

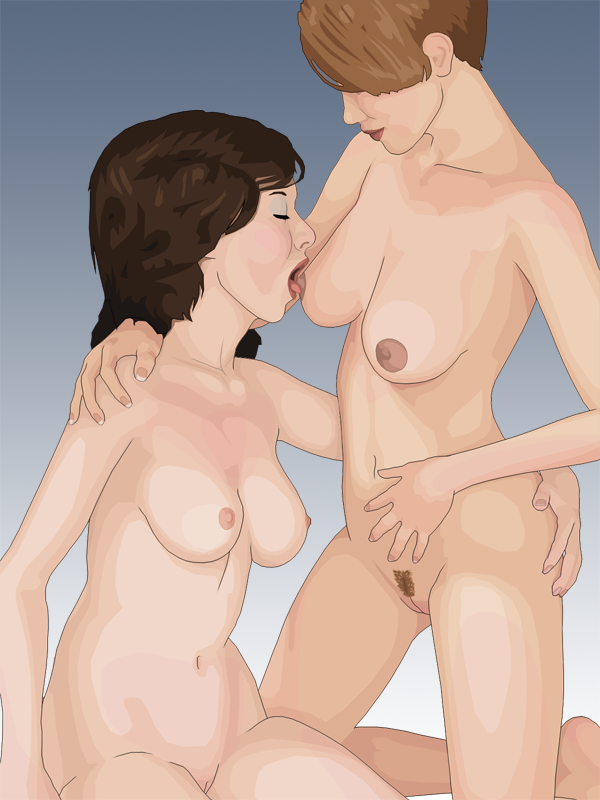
一名女子吸吮另一名女子的乳頭

色情哺乳（英語：Erotic lactation）是一項以女性乳房進行哺乳的性刺激。又被稱為成人哺乳。在英文裡，這項行為的當事人有時會自稱為adult nursing relationship（成人護養關係，ANR），而兩個處於該關係的人會被稱為 nursing couple（護養伴侶）。而根據ICD-10 和 DSM-IV，在醫學裡使用Milk fetishism和lactophilia（戀母乳癖）和指稱這項行為。

## 生理
乳房──特別是乳頭 ──是人類的性感帶，儘管男性的乳頭沒有被性化，但在人類性行為中，刺激乳頭這種行為無論對象是男是女都十分普遍。。在所有的靈長類裡，人類是唯一一種雌性個體會在青春期後具有永久性擴大的乳房；而其它靈長類動物的乳房只會在懷孕與哺乳期間擴大。在1967年，一項假設認為當靈長類動物隨著演化而逐漸直立時，為了吸引男性而讓乳房發育起來、並讓它成為臀部在正面的替代物另一項假設認為，乳房這對提供不可預測性愉悅的對象物，是女性在以性選擇的方式與男性匹配時可以使用的籌碼。其它理論則認為，乳房可以做為嬰兒頭部的墊子，而巨大的乳房也是孕育的象徵，這讓她們在哺育嬰兒時用來防止嬰兒窒息；但矛盾的是另一個學派認為巨大的乳房是進化上的缺陷，因為在餵養嬰兒時、過大的乳房可能會令他們窒息。愉悅與營養的關連性也適用於嘴唇，嘴唇也是敏感帶，其中的愉悅可能導致預嚼餵食。
意料之外的泌乳（乳溢症）通常是因乳頭刺激引起，任何刺激乳頭的行為都有助於檢測乳癌發病前兆。
一些女性沒有餵養母乳的能力，這讓她們可能不會發現與性伴侶哺乳是有色情意味的。這可能是身體上的原因（疼痛）或心理上的原因（與嬰兒使用間有衝突）。

## 動機
由於女性的乳房和乳頭被許多文化認為是性活動中的重要部份，伴侶在乳頭調情中發生母乳餵養的狀況並不罕見。在女同性戀伴侶中，餵養母乳被認為是熟悉的情感與溫柔的表達。2005年3月13日的《星期日泰晤士報》登載了一則科學調查報告，在1690名英國男性受訪群眾中，有25%至33%與他們的伴侶間有過吸吮乳頭的行為。表示這項行為的動機中包含男人的真摯情感。

## 社會影響
乳房在人類社會中主要扮演兩個角色：營養來源與性。餵養母乳一般被認為是溫和的舉止，特別是在西方社會（見公開哺乳）。當一位母親在公眾場合餵養她蹣跚學步的孩童時、或是在哺乳期間被拍照時，她可能會面臨法律糾紛。
Nikki Sullivan研究員在她的著作《酷兒理論的關鍵導論》（A Critical Introduction to Queer Theory）裡將色情哺乳稱之為酷兒的表現。酷兒做為一種模糊和不可定義的行為與立場，有可能挑戰既有的規範、身份與性知識，她表示「自從酷兒在位置性上的意義大於在人本主義上的身份，它便不限於男同性戀或女同性戀，可以由任何認為自己的性行為被邊緣化的人組成」，而母乳餵養的異質性概況反映出某些假定的規範：
- 0至12個月大的嬰兒
- 動機為對兒童的營養和發育、以及對母親的生理有益
- 方便與便宜是可能的次要動機
- 在家庭內或私人場所實踐
- 吸母乳是最小嬰兒的專利

此外，母親受到除嬰兒以外的重要他人對母乳餵養最大化的支持。

## 色情哺乳的種類
以下列舉色情哺乳的一些常見種類：
哺乳遊戲
任何涉及女性奶水的性活動。這種活動在女性分娩後的那段時間裡是十分普遍的，而且通常是無意的，因為許多婦女在性興奮時會反射性地分泌出乳汁。
哺乳期色情
當色情出現在哺乳期時，雖然它是一項合法的行為，不過也被不少人視為禁忌，因為這種行為與和孩子亂倫的界線有些模糊。在媒體裡出現這種描述時，多數的乳房都是沒有乳汁、且在色情意象上似是而非的。
成人護養關係（Adult Nursing Relationship ANR）
從一個或多個伴侶的乳房裡定期地吸吮奶水。成功的ANR立基於穩定和長期的關係，否則乳汁的分泌很難保持穩定。夫妻可以透過孩童的定期吸吮、將持續分泌乳汁的乳房傳遞給性伴侶並開始ANR。這種關係可以形成親密和溫柔的情感表達，亦可以成為不帶有性意味的行為。母乳餵養可以對合作的伴侶產生強大的安定作用。進行母乳餵養的女性可能會經歷高潮或有令人愉悅的放鬆反射。
擠奶
一些女性會透過擠乳器、或以手動的方式（可以是自行或由他人協助）來擠出乳汁並從中感到愉悅。除了愉悅以外、研究也顯示這麼做的女性會因為在嬰兒斷奶後繼續享有哺乳的感覺而感到自己更加陰柔。
哺乳期賣淫
在哺乳期期間，由成人付費換取哺乳。這和付費後為嬰兒哺乳、以及成人養護關係是不同的行為。在2003年，有一份關於紐西蘭的妓院向客戶提供哺乳服務的報導。此外、雖然並不屬於嚴格定義的賣淫，但在北京餐館的菜單裡有著以母乳製成的菜餚。
返嬰癖
非哺乳期的伴侶在性角色扮演中扮演嬰兒的角色，並被「媽咪」進行餵養母乳、包尿布、或擬似亂倫的性行為，母乳餵養在這種情境下的功用較為次要。這也可能是餵養母乳的主要動機之一。
BDSM
在BDSM裡，色情哺乳可以做為受虐方的獎勵、擠奶可以做為支配方所下達的命令、它本身亦可以是強迫餵食的主題。

## 泌乳、再泌乳與誘導泌乳
成人哺乳的關係可以從懷孕後自然出現的哺乳期開始，在嬰兒斷奶後持續地吸吮伴侶的乳頭，就能讓奶水持續地產出。不過、女性也可以在沒有懷孕的情況下以人為的方式產生奶水，這種誘導泌乳的行為可以通過定期吸吮乳頭（一天多次）、按摩和擠壓女性的乳房、使用藥物輔助來進行。如果有相當的耐心和毅力，也可能只靠著吸吮乳頭就達到泌乳之效。

## 哺乳者的觀感
雖然出生是母親與孩子分離的開始，但餵養母乳這一行為延緩了分離感，這項行為可能持續數年。作為營養的來源，哺育母乳這項行為是合理的，但也因為生理上的因素而產生了性的元素。在1999年進行的醫項研究中，約33%至50%的女性在授乳時體驗到性的快感，而其中25%因此感到內疚。這項研究證實了在1949年的一項研究，該篇研究指出在少數情況下，這樣的性快感足以令母親性高潮，因而讓一些母親不願意進行母乳餵養。在一份1988年時發表於荷蘭雜誌的女性研究中，在題目「當妳使用母乳餵養時是否感到性興奮？」中，有34%的受訪者回答「是」，而題目「當妳使用母乳餵養時，子宮一帶是否感到愉悅地收縮？」中，有71%受訪者回答「是」。

## 成人泌乳的歷史
自歐洲中世紀以來，許多關於人乳餵養聖徒的經驗被流傳下來，例子之一是聖伯爾納鐸。

### 羅馬人的慈悲

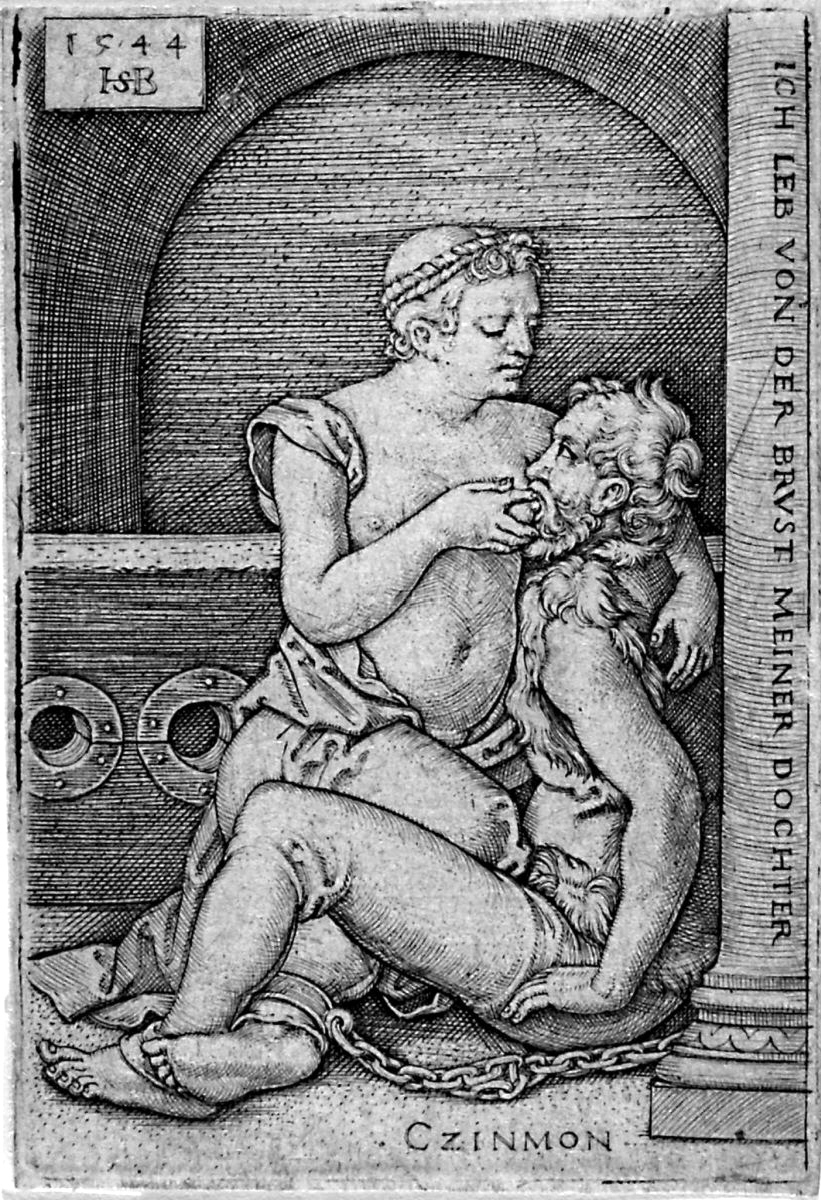
《Cimon and Pero》 漢斯·塞巴德·貝哈姆作品

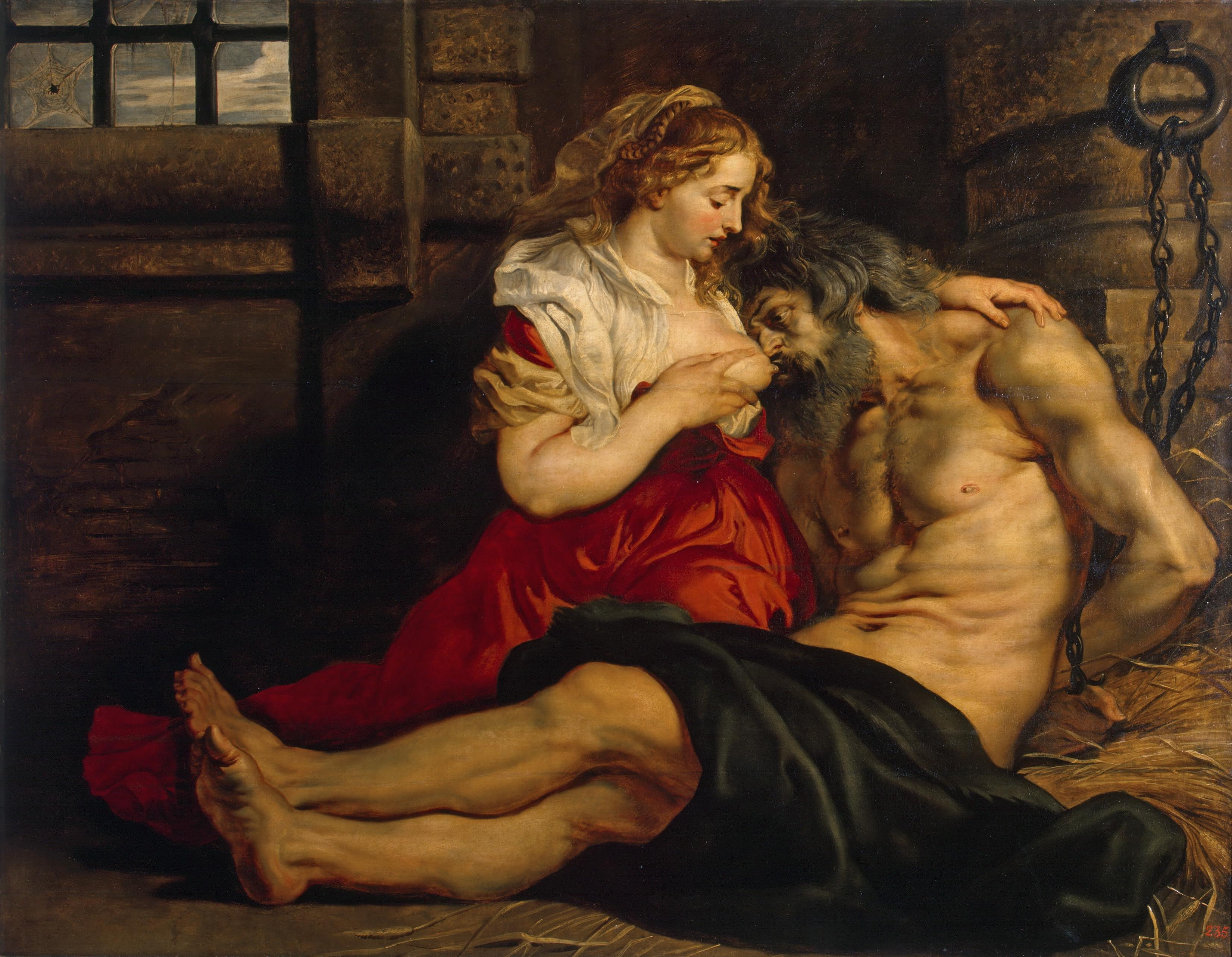
《羅馬人的慈悲 (魯本斯作品)》 彼得·保羅·魯本斯作品，1612年

《羅馬人的慈悲》（Roman Charity）是一則女性典範故事，故事的主角Pero在她的父親Cimon因被判死刑而受監禁、並感到飢餓難耐的期間，用她的乳汁餵養父親，這個行為讓官員大受感動，並讓Cimon獲釋。當作家Giovanni Boccaccio在約西元1362年創作這個故事之後，誕生了成千上百的衍生畫作或其他作品，而《憤怒的葡萄》裡也有這則故事的變體。

### 工業時代前的英國
成人哺乳被用作為治病之方，治療的疾病包括眼疾和肺結核。托馬斯·莫法特（Thomas Moffat）在1655年出版記錄中記載一位醫生使用乳母做為醫療手段的事跡。

### 伊斯蘭法
在傳統的伊斯蘭教法中，能接受哺乳的對象僅限2歲以下的嬰孩，另有不少關於乳母的嚴格規定，例如哺乳的量應該足以讓孩童的筋骨皮肉得以成長茁壯，如果不能確定是否達到成效、那麼吸吮一天一夜或是吸飽十五次就是足夠的。根據法學家阿布蘇丹（ Abu's-Su`ud 1490-1574）的研究，這些規定只適用於二歲半以下的嬰幼兒。。此外、廣受讚譽的什葉派穆斯林學者阿亞托拉·阿里·西斯塔尼（Ayatollah Ali Sistani）的研究指出：「孩子在兩歲之前是不完整的」。而後者還列出了至少八個孩童在被視為兒女之前、適用餵養乳母的條件。在1983年時，沙烏地阿拉伯的法學家也堅持著「若一個男人吸吮他妻子的乳頭，那他們婚姻應被撤銷」的觀點。在進入21世紀之後，這項規定仍舊引起討論、並曾出現於在沙烏地阿拉伯報章的諮詢專欄。一位艾資哈爾大學聖訓部長，遜尼派牧師Sheik Ezzat Atiya(عزت عطية)在2007年頒布了一項教令，鼓勵女性給她們的男性同事進行母乳餵養，藉此讓男性與女性建立關係，並能夠「結束私下約會所衍生的問題」，但這項教令之後被譴責並宣告為誹謗伊斯蘭教。

### 中國
2013年，中國一家名為 Xinxinyu 的家政服務公司為成人及新生兒提供哺乳服務，客戶可以選擇喝擠乳器擠出的乳汁、或是直接從乳房裡吸吮。這起事件見報後引發中國社會爭議，一位評論家認為這是「中國將女人當作消費品，中國富人道德淪喪」。之後、該機構被中國政府勒令停業，並撤銷營業執照。据记者调查，中国内地有家政公司以1至2万的月薪招聘成人奶妈，其顾客不分长幼，其中不乏色情交易现象。根据中国卫生部法监司《关于人体母乳不能作为商品经营的批复》规定：“人体母乳不是一般的食品资源，不能作为商品进行生产经营。”类似经营活动已经涉嫌违法。
2014年5月11日，中国中央电视台第7频道《法制编辑部》栏目推出一期情景剧节目《成人奶妈》，意在披露这种公开卖奶的社会丑态。但这期节目由于内容涉及敏感和低俗题材的演绎，引发网络议论，并在中文色情论坛引起转发和调侃。
据多方媒体报道，2017年落马的贪官——原中共中央宣传部副部长、原中华人民共和国国家互联网信息办公室主任鲁炜，曾在2013年与多人共享“人奶宴”。据一位记者爆料，相关涉事官员已不是第一次参与“人奶宴”。

### 德國
1903年，德國哲學家Carl Buttenstedt出版了他的婚姻指南書《Die Glücksehe – Die Offenbarung im Weibe, eine Naturstudie》（幸福的婚姻 – 婦女的啟示，來自自然的研究），他在書中記載並推薦了泌乳停經法（LAM），這是避孕和自然家庭計劃的一種形式，也能加深夫妻之間的感情。他明確地指出色情哺乳是合乎自然──特別是合乎女性天性──的行為，也是能提供這一對性夥伴美妙性愉悅的來源。他提出的這一項適用於一般婚姻哲學的特殊面獲得了諸多關注和廣泛論辯，一些人贊同他的建議、因為這種方法可以提升婚姻間伴侶的親密關係與性滿意度；而另一些人則提出警告，表示這種行為會「病理性地增加兩個夥伴的性感覺」。因此，這本著作在1938年被納粹列為禁書。

### 日本
位於東京歌舞伎町紅燈區的諸多店家都提供相關服務。以其中一間店家的服務為例，顧客可以花2000日元買下哺乳期的員工擠在玻璃杯裡的乳汁，或是花5000日元直接從該員工的乳頭中啜飲。在後一種情況下，員工會靠在顧客的耳邊輕聲叫他的名字、或是用手指撩撥他的頭髮。另外、該店家亦提供了其他類型的性服務。

## 註腳
1. ↑   親方將較大塊的食物預先嚼碎後再吐出或以口對口方式餵食子方的行為。